# 차오즈젠
차오즈젠(중국어 간체자: 乔智健, 정체자: 喬智健, 병음: Qiao Zhijian, 한자음: 교지건, 1996년 1월 18일 ~ )은 중화인민공화국의 바둑 기사이다. 산둥성 옌타이시 출신으로 중국기원 소속의 5단이다.

## 경력
산둥성 옌타이시에서 태어났다. 5세경에 처음 바둑을 접했고 6세에 산둥성 어린이바둑대회에서 2위를 차지했다. 7세에 바둑 지도를 받기 위해 베이징으로 이사했고 2006년 만보배 전국 아마추어 바둑 선수권 대회 산둥성 부문 선발전에 화신대중바둑학교의 아마추어 5단 선수로서 《오늘 아침 6시(今晨6点)》 주니어바둑팀으로 참가하여 5승 2패의 성적을 거둬 3위를 차지했다. 왕루 6단, 류전 5단과 함께 산둥팀으로 선발되어 2007년 차오저우시에서 개최된 전국 대회에 참가했다.
2012년 제25회 만보배 전국 아마추어 바둑 선수권 대회에 참여하여 우승을 차지했고, 광저우의 광저우기원에서 개최된 제33회 세계 아마추어 바둑선수권대회에서 8승 전승으로 우승했다. 대한민국의 이현준과 타이완의 천정쉰이 2위와 3위를 차지했다. 2017년에 5단으로 승단했다.